# Крейн, Уильям Генри
Уильям Генри Крейн (англ. William Henry Crane; 30 апреля 1845 — 7 марта 1928) — американский актер театра и кино.

## Биография
Родился Уильям Генри Крейн в Лестере, штат Массачусетс, первое появление в театре была опера Гаэтано Доницетти «Дочь полка». Впоследствии имел большой успех выполняя бурлеск шоу Евангелия (1873). Его первый успех пришел со Стюартом Робсоном (1836—1903), комиком, с которым он работал в юмористических и классических произведениях, таких как «Комедия ошибок» и других пьесах Шекспира. Партнерство с Робсоном продолжалось двенадцать лет, после чего Крейн играл много эксцентричных персонажей в произведениях, таких как Сенатор (фильм «Дэвид Гарум»).
После семидесяти лет, Крейн появился в различных фильмах, в том числе экранизация «Дэвид Гарум» (1915), других фильмах производства MGM.
Уильям Генри Крейн умер в 1928 году в Hotel Hollywood в Голливуде, Калифорния. Ему было 82 лет. Он был похоронен на кладбище Hollywood Forever.

## Фильмография
- Трусливый флейтист / The Coward’s Flute (1911)
- Родители и дети / Fathers and Sons (1912)
- Лаки Джим / Lucky Jim (1912)
- Дэвид Гарум / David Harum (1915)
- Балда / The Saphead (1920)
- Три мудрых дурака / Three Wise Fools (1923)
- Души на продажу / Souls for Sale (1923)
- Точный как сталь / True As Steel (1924)
- Так это брак? / So This Is Marriage? (1924)